# پرنسس لیا
پرنسس لِیا اورگانا (انگلیسی: Princess Leia Organa) شخصیتی تخیلی در فرنچایز جنگ ستارگان است که در فیلم‌ها توسط کری فیشر به تصویر کشیده شده‌است. لیا که در فیلم اول جنگ ستارگان در سال ۱۹۷۷ معرفی شد، شاهزاده‌خانم سیارهٔ آلدران، یکی از اعضای امپراتوری کهکشانی و کنشگر ائتلاف شورشی است. او ارباب سیت به‌نام دارث ویدر را با مشکل مواجه می‌کند و به نابودی ابرسلاح فاجعه بار امپراتوری به‌نام ستاره مرگ کمک می‌کند. در امپراتوری ضربه می‌زند (۱۹۸۰)، لیا فرماندهی یکی از پایگاه‌های شورشیان را برعهده دارد از مبارزه با ویدر خودداری می‌کند و عاشق یک قاچاقچی به‌نام هان سولو می‌شود. در بازگشت جدای (۱۹۸۳)، لیا در عملیات نجات هان از دست رئیس تبهکاران به‌نام جابای هات کمک می‌کند و مشخص می‌شود که دختر ویدر و خواهر دوقلوی لوک اسکای‌واکر است.
پرنسس لیا که یکی از اعضای مخفی و بی‌باک اتحادیه شورشیان است، موفق می‌شود نقشه پایگاه فضایی عظیم امپراتوری موسوم به ستاره مرگ را برباید ولی در سر راه خویش اسیر فرمانده خبیث امپراتوری دارت ویدر می‌شود. او موفق می‌گردد تا قبل از اسارتش، نقشه‌ها را به حافظه یک دروید به نام آر تو دی تو بسپارد. دروید که به سیاره دورافتاده تاتوئین فرار می‌کند همچنین حامل پیامی است برای اوبی‌وان کنوبی پیر که همچون راهبی عجیب و گوشه‌گیر در بیابانهای این سیاره به گذران سالهای پایانی زندگی خویش می‌پردازد. لوک اسکای‌واکر جوان و بلندپرواز به طرز اتفاقی دروید را پیدا می‌کند که مقدمه‌ای است برای آشنایی او با کنوبی پیر. آن دو به کمک قاچاقچی فرصت طلبی به نام هان سولو به سفارش پرنسس به سمت سیاره آلدران فرار می‌کنند. در سه‌گانه دنباله، لیا بنیانگذار و ژنرال پارتیزان مقاومت در برابر محفل یکم است. او و هان پسری به نام بن سولو دارند که پس از روی آوردن به سمت تاریک نیرو نام کایلو رن را برگزید و عضو اصلی محفل یکم شد. در خیزش اسکای‌واکر (۲۰۱۹)، مشخص می‌شود که لیا مدتی پس از وقایع فیلم بازگشت جدای توسط برادرش به عنوان یک جدای آموزش دیده‌است. در این فیلم لیا استاد آخرین جدای باقیمانده به‌نام ری است. لیا در پایان فیلم می‌میرد اما در صحنه پایانی به عنوان روح یکی‌شده با نیرو در کنار لوک بازمی‌گردد.
مدل موی پرنسس لیا با الهام از مدل موی زنان قبیله هوپی که از قبایل بومیان آمریکا بودند، بافته شده که به رول دارچینی نیز شباهت دارد. لیا یکی از محبوب‌ترین شخصیت‌های جنگ ستارگان است. لیا را نماد دههٔ ۱۹۸۰، قهرمان فمینیستی و الگوی سایر قهرمانان ماجراجوی زن می‌نامند. فیشر برای نقش‌آفرینی این شخصیت در امید نو و بازگشت جدای دو بار نامزد دریافت جایزهٔ ساترن بهترین بازیگر زن شد. او برای نیرو برمی‌خیزد و آخرین جدای هم نامزد دریافت جایزهٔ ساترن بهترین بازیگر نقش مکمل زن شد.